# Poslední pokušení Krustyho
Poslední pokušení Krustyho (v anglickém originále The Last Temptation of Krust) je 15. díl 9. řady (celkem 193.) amerického animovaného seriálu Simpsonovi. Scénář napsal Donick Cary a díl režíroval Mike B. Anderson. V USA měl premiéru dne 22. února 1998 na stanici Fox Broadcasting Company a v Česku byl poprvé vysílán 8. února 2000 na stanici ČT1.

## Děj
Šáša Krusty se nechá přemluvit Bartem, aby vystoupil na komediálním festivalu pořádaném Jayem Lenem. Jeho staromódní, rasistický a zastaralý materiál nedokáže zapůsobit na publikum ve srovnání s modernějšími komiky, kteří se na festivalu také objeví. Poté, co si Krusty přečte kritickou recenzi svého vystoupení v tisku, rozhodne se jít na „flám nvšech flámů“ a je ukázáno, jak se opíjí. Poté, co ho Bart najde v bezvědomí na trávníku Neda Flanderse, požádá o pomoc Lena, aby ho dal do pořádku. Krusty uspořádá tiskovou konferenci, na které oznámí svůj odchod do důchodu, a vzápětí spustí hořkou tirádu proti moderním komikům. Publikum považuje Krustyho řečnění za hystericky vtipné a on následně oznámí svůj návrat ke komedii. 
Krusty je inspirován k návratu k pořádání nenápadných akcí, kde si buduje novou image stand-up komika, který říká pravdu, kritizuje komerci a odmítá se zaprodat korporátní Americe. Změní také svůj vzhled, oblékne si tmavý svetr a vlasy si sváže do culíku. Dva marketingoví manažeři se ho snaží přesvědčit, aby podpořil nový sportovní vůz Canyonero. Ačkoli se snaží vzdorovat, nakonec podlehne vábení peněz. Poté, co propaguje Canyonero na komediálním výstupu U Vočka, je vypískán návštěvníky. Nakonec si přizná, že komedii nemá v krvi a že prodávání ano. Epizoda končí prodlouženou reklamou na Canyonero, když Krusty a Bart opouštějí bar Vočka Szyslaka v Krustyho novém SUV.

## Produkce
V komentáři na DVD k 9. sérii Simpsonových scenárista Donick Cary uvedl, že inspirace pro nápad na epizodu o stand-up komedii vzešla z tehdejších komediálních festivalů. Výkonný producent Mike Scully řekl, že scenáristé měli problém dostat Krustyho urážlivé špatné vtipy přes cenzory stanice. Stereotypní vtipy byly povoleny, protože scenáristé přesvědčili cenzory stanice, že diváci pochopí, že jde pouze o zdůraznění Krustyho zastaralého komediálního materiálu.
Mike B. Anderson uvedl, že pro Krustyho comebackové stand-up vystoupení v hospodě U Vočka byly napsány a animovány nejméně tři různé výstupy. O použitém materiálu se rozhodlo až při střihu. Epizoda se animovala ještě tři týdny před plánovaným vysíláním a výrobní proces se krátce před dokončením zběsile posouval. Původně se plánovalo, že se reklama na Canyonero zobrazí během závěrečných titulků. Produkčnímu týmu se scéna natolik zalíbila, že nechtěl, aby byla zastíněna titulky, a věnoval jí vlastní část ke konci epizody.

## Kulturní odkazy
Název epizody je odkazem na kontroverzní román (a později film) Poslední pokušení Krista. Kromě Jaye Lena se v epizodě představili i další skuteční komici: Steven Wright, Janeane Garofalo, Bobcat Goldthwait a Bruce Baum, jehož vystoupení pomohlo zvýšit jeho popularitu. Krustyho Krustylu Studios je parodií na společnost Desilu Studios, které založila Lucille Ballová a její manžel Desi Arnaz a kde se kdysi natáčel seriál Star Trek. V jedné ze scén je vidět, jak Krusty pije ze Stanleyova poháru a zvrací do něj. Národní hokejová liga poslala kvůli této scéně dopis, který Mike Scully označil za „něco jako stopku“, ale produkční štáb se rozhodl scénu z epizody nevystřihnout. Báseň, kterou Krusty recituje, když oznamuje svůj odchod do komediálního důchodu, je založena na básni „To an Athlete Dying Young“ od A. E. Housmana. Krusty navštěvuje kavárnu Java the Hut, což je odkaz na postavu z Hvězdných válek Jabbu Hutta. Krustyho antikomerční a antikorporátní postoje spolu s úpravou vlasů do culíku jsou odkazem na komika George Carlina, který si později ve své kariéře upravoval vlasy stejným způsobem a často měl ve svých vystoupeních antikapitalistický, antikonzumeristický a antikomerční podtext.

### Canyonero
Píseň „Canyonero“ a vizuální stránka reklamy byly vytvořeny podle vzoru reklamy na Ford. Sekvence je parodií na reklamu na sportovní užitkové vozidlo a Hank Williams mladší v ní zpívá píseň o Canyoneru za doprovodu country kytarové hudby a práskání bičem. Píseň „Canyonero“ se velmi podobá znělce televizního seriálu Rawhide z 60. let. V této epizodě se poprvé objevilo Canyonero, které se znovu objevilo v epizodě 10. série Marge – královna silnic. Píseň „Canyonero“ je zařazena na soundtrackové album Go Simpsonic with The Simpsons z roku 1999.
Chris Turner se o parodické skladbě „Canyonero“ pozitivně rozepsal v knize Planet Simpson: How a Cartoon Masterpiece Defined a Generation, kde ji označil za „brilantní parodii na reklamu na SUV“.
Steve Vanderheiden v článku v časopise Environmental Politics poznamenal, že Canyonero odráží „anti-SUV“ postoj Simpsonových. Vanderheiden napsal: „Dokonce i populární animovaný televizní seriál Simpsonovi se v roce 1998 připojil k boji proti SUV a představil mamutí vozidlo Canyonero (prodávané se sloganem ‚Dvanáct metrů dlouhé, dva pruhy široké. Šedesát pět tun americké pýchy!‘), které slibovalo, že pomůže rodině překonat její všední existenci kombíku, ale místo toho přineslo jen utrpení.“
Termín „Canyonero“ se od té doby začal ve zpravodajských médiích používat jako kritické označení velkých nákladních automobilů a SUV.
V článku San Francisco Chronicle o majitelích SUV Vicki Haddocková napsala: „Majitelé SUV se stali něčím jako pointou, výstižně zachycenou v parodii na seriál Simpsonovi, kde se hovoří o apokryfním Canyoneru“.
Seth Jayson ze společnosti The Motley Fool ve svém článku z roku 2006 přirovnává znění reklamy společnosti Ford v časopise myFord Owner Magazine k této epizodě: „Nejnehoráznější z nehorázností je styl psaní, který je tak plný absurdní reklamní mluvy, že byste si mysleli, že ho napsal štáb The Onion nebo Simpsonových – zejména v epizodě, kdy Krusty začne dělat reklamu na Canyonero.“
V článku Chicago Tribune z roku 2004 Jim Mateja poznamenal, že lidé poukazovali na podobnost mezi GMC Canyon a Canyonero. Na dotaz GMC odpovědělo, že GMC je pick-up, zatímco Canyonero je parodie na SUV.
Joshua Dowling z listu The Sun-Herald popsal filozofii Fordu F-250 tak, že „Canyonero ožívá“.

## Přijetí
V původním vysílání skončil díl v týdnu od 16. do 23. února 1998 na 21. místě v žebříčku sledovanosti s ratingem 9,7, což odpovídá přibližně 9,5 milionu domácností. Byl to čtvrtý nejlépe hodnocený pořad na stanici Fox v tom týdnu, hned po seriálech Akta X, Nejděsivější policejní honičky světa a Tatík Hill a spol.
V roce 2006 vyzdvihl USA Today tuto epizodu v recenzi 9. série Simpsonových.
Joseph Szadkowski z deníku The Washington Times ve své recenzi DVD s 9. sezónou poznamenal: „Mezi dvaadvacetiminutovými skvosty, které se v sadě nacházejí, se mi nejvíce líbila (…) [Krustyho] práce s Jayem Lenem.“.
Mark Evans z Evening Herald napsal: „Poslední Krustyho pokušení je vítězem už jen kvůli názvu, protože se Šása Krusty stává satirickým, ‚alternativním‘ komikem, ale pak se zaprodá reklamě na nebezpečný silniční vůz Canyonero SUV“.
Alan Sepinwall napsal o epizodě v deníku The Star-Ledger, když uvedl část s Canyonerem jako „skutečný důvod, proč se na epizodu dívat“, a že „je to předimenzované vozidlo, které vyvolá předimenzovaný smích“.
Některé zdroje tuto epizodu mylně označují jako Poslední pokušení Krustyho.
Warren Martyn a Adrian Wood v knize I Can't Believe It's a Bigger and Better Updated Unofficial Simpsons Guide charakterizovali tuto epizodu jako „dobrý zvrat v nekonečném Krustyho příběhu“ a naznačili, že zatímco „Jay Leno se objeví v pěkném cameu (…), pořad si ukradla reklama na Canyonero.“ Autoři také pochválili Krustyho culík a černý svetr.
V audiokomentáři na DVD k dílu Poslední pokušení Krustyho Leno uvedl, že podle něj byla v epizodě velmi dobře zobrazena podstata komediálních klubů, a Krustyho předělaný vzhled označil za vzhled „George Carlina po skončení jeho výstupu v Las Vegas“. Ocenil také Krustyho šťouchnutí do Lenova používání novinových titulků v pořadu Noční show Jaye Lenoe a řekl, že nemohl přijít na to, zda si z něj části epizody dělají legraci, nebo mu skládají poklonu.
Kniha Williama Irwina The Simpsons and Philosophy: The D'oh! of Homer odkazuje na scénu z této epizody jako na příklad Marginy pasivní rezistence, jejího morálního vlivu na Lízu a její hodnoty jako vzoru pro její děti.